# 2014年の政治
< 2013年 | 2014年の政治 | 2015年 >
2014年の政治（2014ねんのせいじ）では、2014年の政治分野で起きた出来事について記述する。
特に記載のない限り、日本で起きた出来事である。

## 政治関係の出来事

### 1月
- 1日 - スイスの連邦参事会でディディエ・ビュルカルテ前連邦副大統領が連邦大統領に就任。
- 5日 - バングラデシュ総選挙の投開票が行われ、与党「アワミ連盟」が圧勝。
- 6日 - 米上院は、連邦準備制度理事会のベン・バーナンキ議長の後任となる議長をジャネット・イエレン副議長とする指名人事を承認。
- 7日 - 山口県知事の山本繁太郎が辞職表明[1]。
- 7日 - 日本の国家安全保障会議の事務局である国家安全保障局が発足。
- 9日 - チュニジアのアリー・ラライエド（英語版）首相が辞任。
- 10日 - 沖縄県議会は、仲井眞弘多知事による同県名護市辺野古の埋立ての承認に抗議。知事の辞職を求める決議案を可決[2]。
- 10日 - 中央アフリカ共和国のジョトディア暫定大統領とニコラ・チャンガイ（英語版）暫定首相が辞任[3]。
- 12日 - バングラデシュでハシナ首相と閣僚が就任宣誓を挙行し、新内閣が発足[4]。
- 14日-15日 - エジプトで憲法改正案の国民投票が行われ、賛成多数で承認[5]。
- 15日-18日 - 日本共産党大会が静岡県熱海市で開催され、党ナンバー2の書記局長に山下芳生書記局長代行、副委員長に市田忠義書記局長が、それぞれ就任する人事を決定。書記局長の交代は約13年振りとなった[6]。
- 16日 - 米議会上院は、2014会計年度の本予算案 (1兆1000億ドル) を可決。
- 18日 - 結いの党が結党大会を開催[7]。
- 19日 - 自由民主党大会が開催され、憲法改正への国民の理解を深めるための対話集会を開くなどの2014年の運動方針を採択[8]。
- 19日 - 沖縄県名護市長選挙が投開票され、同市辺野古への普天間飛行場移設に反対する現職の稲嶺進が再選[9][10]。
- 19日 - 福島県南相馬市長選挙が投開票され、脱原発を掲げる現職の桜井勝延が再選[11]。
- 23日 - 中央アフリカ共和国の暫定大統領にカトリーヌ・サンバ＝パンザバンギ市長が就任[12]。
- 24日 - 第186回国会召集[13]
- 26日 - チュニジア制憲議会は、新憲法案を承認[14]。
- 27日 - ホンジュラスでフアン・オルランド・エルナンデス新大統領が就任。
- 28日 - ウクライナの国内情勢が悪化、ミコラ・アザロフ首相が辞任を表明。またウクライナ議会はデモ規制法を廃止[15]。(ユーロマイダン)
- 28日 - オバマ米大統領が、上下両院合同会議で2期目2回目の一般教書演説を行った。
- 29日 - セルビア議会解散。
- 30日 - モーリタニアのムハンマド・ウルド・アブデルアズィーズ大統領がアフリカ連合総会議長に就任。

### 2月

自由民主党東京都支部連合会・公明党東京都本部推薦、新党改革支援で東京都知事選挙に立候補し当選した舛添要一（左）と自由民主党総裁安倍晋三（右）

- 1日 - 日本維新の会党大会。大会後の記者会見で共同代表の橋下徹が大阪市長を辞職し、出直し市長選挙に出馬する意向を示す[16]。
- 2日 - 長崎県知事選挙が投開票され、現職の中村法道が再選[17]。
- 2日 - タイ総選挙。
- 4日 - 離党届けを提出後に自民党の派閥に入会した山口壯衆議院議員に民主党が除籍処分を決定[18]。
- 7日 - 大阪市長の橋下徹が2月15日をもって辞職することを市議会議長に申し出た[19]。14日、市議会は辞職願を不同意とした[20]。
- 9日 - 東京都知事選挙の投開票が行なわれ、無所属（公明・自民党東京都連推薦）の舛添要一が初当選。投票率は46.14%[21]
- 9日 - スイスで行なわれた国民投票で大量移民反対イニシアチブが可決した[22]。
- 10日 - ネパール制憲議会は、ネパール会議派のスシル・コイララ党首を首相に選出[23]。
- 12日 - 米上院は、連邦債務上限を2015年3月まで引上げる法案を可決。
- 13日 - イタリアのエンリコ・レッタ首相が辞意を表明。14日、ナポリターノ大統領は首相の辞表を受理。
- 15日 - レバノンのタンマーム・サラーム首相による新内閣が発足。
- 17日 - イタリアのナポリターノ大統領は、民主党のマッテオ・レンツィ党首を首相に指名し、組閣を要請。
- 21日 - ウクライナのヤヌコビッチ大統領は、事態収束のため野党との合意書に署名。また議会で2004年憲法を復活させる案、および刑法の改正案が可決。
- 22日 - イタリアのレンツィ民主党書記長と閣僚が宣誓を行い、レンツィ内閣が発足[24]。
- 22日 - ウクライナで反政権デモ隊が首都中心部を掌握。政敵で収監中のティモシェンコ元首相が解放された。最高会議はヤヌコーヴィチ大統領を解任し、トゥルチノフ議長を暫定大統領に選出[25]。
- 23日 - 山口県知事選挙の投開票が行われ、無所属新人（自民・公明推薦）の村岡嗣政が初当選[26]。
- 24日 - 衆議院議員の徳田毅が徳洲会事件の責任を取り議員辞職願を提出[27]。28日に衆議院本会議で辞職許可[28]。
- 24日 - エジプトのベブラウィ暫定首相は内閣総辞職を表明[29]。
- 24日 - ウガンダのムセベニ大統領は、同性愛処罰法案に署名。
- 25日 - イタリア上院でレンツィ内閣の信任投票が行なわれ、承認された。
- 25日 - ウクライナ議会は、ヤヌコビッチ元大統領を、人道に対する重大な罪の疑いで、国際刑事裁判所に告発することを可決。
- 25日 - 長崎県議会本会議で通年議会を廃止する条例案を可決[30]。
- 27日 - ウクライナ議会は、アルセニー・ヤツェニュク元議会議長を首相に選出。新政権が発足[31]。
- 28日 - 衆議院本会議で2014年度予算案が可決[32]。

### 3月
- 1日 -  ロシアのプーチン大統領がウクライナへの軍事介入を提案し、上院が全会一致で承認。米オバマ大統領はロシアに対し懸念を表明[33]。
- 1日 - エジプトで宣誓式が行なわれ、イブラヒーム・マフリブ暫定首相が就任。内閣が発足した[34]。
- 2日 - 沖縄県石垣市長選挙が投開票され、石垣島への陸上自衛隊配備に柔軟姿勢を示す現職の中山義隆が再選[35]。
- 2日 - 民主党代表の金ハンギルと新政治連合中央運営委員長の安哲秀が統合新党結成を表明[36]。
- 5日 - 中国・全国人民代表大会第12期第2回会議が開会。総理の李克強による初めての政府活動報告[37]。
- 6日 - ウクライナのクリミア自治共和国の議会は、ロシア連邦への帰属決議を採択[38]。
- 9日 - 北朝鮮最高人民会議代議員選挙(第13期)[39]。
- 9日 - エルサルバドル大統領選の決選投票。サルバドール・サンチェス・セレン元副大統領が当選。
- 11日 - リビア議会は原油の密輸出への対応に関してゼイダーン首相の不信任決議を可決し、解任。
- 11日 - ウクライナのクリミア自治共和国議会は、ウクライナからの分離・独立宣言を採択[40]。（クリミア独立宣言を参照）
- 11日 - チリの大統領にミチェル・バチェレ元大統領が就任[41]。
- 15日 - ウクライナ議会はクリミア議会の解散決議を採択[42]。国連安保理は住民投票無効決議案を採決、ロシアの拒否権により否決[43]。
- 15日 - スロバキア大統領選挙（第1回：過半数とならず）。
- 16日 - 石川県知事選挙が投開票され、谷本正憲現知事が6選[44]。
- 16日 - クリミアでロシアへの編入を問う住民投票。（2014年クリミア住民投票を参照）
- 16日 - セルビア議会選挙。
- 18日 - ロシアのプーチン大統領が、クリミアを編入する条約に署名。
- 18日 - 台湾立法院に経済協定に反対する学生集団が乱入、占拠。（台湾学生による立法院占拠を参照）
- 20日 - 参議院本会議で2014年度予算案(一般会計95兆8,823億円)が可決、成立。
- 21日 - タイ憲法裁判所が下院総選挙に無効との判決を出した[45]。
- 23日 - 大阪市長選挙の投開票が行なわれ、前市長の橋下徹が再選[46]。
- 24日-25日 - 第3回核セキュリティ・サミットが開催され、ハーグコミュニケが採択。
- 26日 - 民主党と新政治連合が合同した新党「新政治民主連合」の結党大会がソウルで行われ、金ハンギル（民主党代表）と安哲秀（新政治連合中央運営委員長）が共同代表に選出[47]。
- 30日 - フランス統一地方選挙 決選投票(英語版)。与党社会党が大敗。
- 30日 - スロバキア大統領選挙（決選投票）、富豪で慈善活動家でもあるアンドレイ・キスカが首相であるロベルト・フィツォを制して初当選[48]。
- 30日 - トルコ統一地方選挙(英語版)。
- 31日 - フランスのエロー内閣が総辞職。オランド大統領はヴァルス内相を首相に任命[49]。

### 4月
- 5日 - アフガニスタン大統領選挙[50]。
- 5日 - フランス・パリ市議会は市長候補のアンヌ・イダルゴ副市長を市長に承認（パリ初の女性市長）[51]。
- 6日 - 京都府知事選挙で山田啓二が4選[52]。
- 6日 -	コスタリカ大統領選挙（決選投票）はルイス・ギジェルモ・ソリスが初当選。
- 6日 - ハンガリー総選挙。
- 7日 -みんなの党の渡辺喜美代表が8億円借入問題で代表辞任を表明。
- 8日 - フランス議会でヴァルス首相の所信表明演説と内閣信任投票が行なわれ、ヴァルス内閣を信任。
- 8日 - リビアのアブドゥッラー・アル＝サニ（英語版）暫定首相が正式に首相に就任。
- 9日 - インドネシア総選挙は最大野党の闘争民主党が第一党に躍進。
- 9日 - 北朝鮮の最高人民会議で第一書記の金正恩が国防委員会・第一委員長に再選。副委員長には崔竜海が選出。最高人民会議常任委員会委員長に現委員長の金永南が再選。
- 10日 - 台湾学生の立法院占拠事件で仲裁案を受入れ学生が退去。
- 11日 -みんなの党両院議員総会で立候補者が他になく幹事長の浅尾慶一郎が代表に選出された[53]。
- 11日 - クリミア国家評議会は新共和国憲法を採択[54]。
- 13日 - リビアのサニ首相が辞任を表明。前日に家族を含め襲撃を受けたことによる[55]。
- 13日 - マケドニア共和国大統領選挙。（有権者の過半数とならず）
- 13日 - アルメニアのチグラン・サルキシャン首相が辞任。国民議会のホヴィク・アブラハミャン（英語版）議長が新首相に就任。
- 17日 - アルジェリア大統領選挙が行なわれ、現職のブーテフリカ大統領が4選[56]。
- 25日 - パレスチナ自治政府のラーミー・ハムダッラー首相が、アッバス議長に辞表を提出[57]。
- 27日 - 韓国国務総理の鄭烘原がセウォル号沈没事故の対応を巡り辞意を表明[58]。
- 27日 - 衆議院鹿児島2区補欠選挙で自民党の金子万寿夫（公明党推薦）が初当選[59]。
- 27日 - マケドニア共和国大統領選挙（決選投票）は、現職のジョルゲ・イヴァノフ大統領が勝利。
- 27日 - セルビア議会は、セルビア進歩党のアレクサンダル・ブチッチ党首を首相とする内閣を信任、新内閣が発足。
- 30日 - イラク国民議会選挙が行われ、マリキ首相派が勝利を収める。

### 5月
- 4日 - リビア制憲議会は、実業家のアハマド・マイティーク（英語版）を首相に選出（後に選挙無効）
- 4日 - パナマ大統領選挙が行なわれ、フアン・カルロス・バレーラ副大統領が当選。
- 5日 - スロベニアのブラトゥシェク首相が党首選敗北を受け、首相を辞任[60]。
- 7日 - タイ憲法裁判所は、インラック首相の高官人事への介入を憲法違反とする判決を下し、これによりインラック首相が失職[61]。
- 7日 - 南アフリカ国民議会選挙が行なわれ、与党のアフリカ民族会議が勝利。
- 10日 - ハンガリー議会でオルバン首相が再選[62]。
- 11日 - リトアニア大統領選挙[63]。（有効得票の過半数を得た候補者がおらず、25日の決選投票に持ち越される）
- 15日 - バヌアツでモアナ・カルカセス・カロシル（英語版）首相が辞任し、バヌア・アク党のジョー・ナトゥマン（英語版）が新首相に就任。
- 16日 - インド総選挙の開票が行なわれ、野党のインド人民党が単独過半数を確保した。
- 20日 - インドのムガジー大統領がインド人民党のナレンドラ・モディを首相に指名、26日に就任。
- 21日 - 南アフリカ国民議会は、大統領にジェイコブ・ズマ現大統領を再選。
- 22日 - タイ軍がクーデターを宣言。憲法を停止。タイ軍事クーデター (2014年)参照
- 22日 - 韓国大統領の朴槿恵は元最高裁判事安大熙を国務総理に指名[64]（5月28日に辞退）[65]。
- 22日〜25日 - 欧州議会選挙。[66]
- 25日 - ベルギー下院選挙が行われ、新フラームス同盟が第一党を維持[67]。
- 25日 - ウクライナ大統領選挙で親欧米派のペトロ・ポロシェンコ元外相が当選[68]。
- 25日 - リトアニア大統領選挙[63]（決選投票）は、現職のダリア・グリバウスカイテ大統領が勝利。
- 25日 - 台湾の民進党の党首選挙が行なわれ、蔡英文前主席が選出された[69]。
- 25日 - コロンビア大統領選挙。（有権者の過半数とならず）
- 25日 - リトアニア大統領選挙の決選投票。現職のダリア・グリバウスカイテが当選[70]。
- 26日〜28日 - エジプト大統領選挙でアブドルファッターフ・アッ＝シーシー前国防大臣が当選[71]。
- 28日 - 日本維新の会は石原慎太郎、橋下徹両共同代表が会談し日本維新の会を分党する事で合意。
- 30日 - 内閣官房長官に内閣人事局が設置され、稲田朋美行政改革担当大臣・公務員制度改革担当大臣が国家公務員制度担当大臣に就任する。

### 6月
- 1日 - エルサルバドル大統領にサルバドール・サンチェス・セレン元副大統領が就任。
- 2日 - パレスチナ暫定統一政府が発足。
- 2日 - スペインのラホイ首相が国王フアン・カルロス1世の譲位の決定を発表。
- 3日 - シリア大統領選挙が行われ、現職のバッシャール・アル＝アサド大統領が勝利[72]。
- 4日 - 第6回全国同時地方選挙。広域団体長選挙では、セヌリ党と新政治民主連合が拮抗。基礎団体長選挙はセヌリ党が大勝[73]。
- 7日 - ウクライナ大統領にペトロ・ポロシェンコ元外相が就任[74]。
- 8日 - エジプト大統領にアブドルファッターフ・アッ＝シーシー前国防大臣が就任[75]。
- 8日 - コソボ議会選挙が行われ、与党のコソボ民主党が勝利。
- 10日 - 韓国大統領の朴槿恵は元中央日報主筆文昌克を国務総理に指名[76]（6月24日に辞退[77]）。
- 10日 - イスラエルの国会で大統領選挙が行なわれ、レウヴェン・リヴリン前国会議長が選出された[78]。
- 13日 - アンティグア・バーブーダでボールドウィン・スペンサー首相が辞任し、アンティグア労働党のガストン・ブラウン党首が新首相に就任（前日12日に実施された下院選挙の結果に基づく政権交代）。
- 14日 - アフガニスタンの大統領選挙の決選投票が実施された[79]。
- 15日 - コロンビア大統領選挙（決選投票）が行なわれ、フアン・マヌエル・サントス現大統領が再選[80]。
- 15日 - スロバキアでアンドレイ・キスカ新大統領が就任。
- 16日 - 徳洲会事件による選挙責任者たちに対する有罪判決を受けて連座制が適用され、鹿児島2区から5年間の立候補禁止が確定した[81]。
- 18日 - （東京都議会やじ問題）。
- 19日 - スペインのアストゥリアス公フェリペ王子がフェリペ6世として新国王に即位[82]。
- 22日 - 第186回国会閉会。
- 24日 - 岐阜県美濃加茂市市長の藤井浩人（当時全国最年少の市長）が事前収賄容疑で逮捕[83]。
- 24日 - フィンランドのユルキ・カタイネン首相が辞任。アレクサンデル・ストゥブ欧州・外国貿易相が新首相に就任。
- 26日 -  2人続けて指名が辞退されたことを受け、鄭烘原大韓民国国務総理の続投が発表された[84]。
- 27日 -  欧州連合首脳会議で、ユンケル前ルクセンブルク首相が欧州委員会の次期委員長に指名された。

### 7月
- 1日 - パナマ大統領にフアン・カルロス・バレーラ前副大統領が就任。
- 1日 - 安倍首相は臨時閣議を開き、日本国憲法第9条の解釈を変更して集団的自衛権の容認の方針を決定。
- 4日 -  セネガルのマッキー・サル大統領がアミナタ・トゥーレ（英語版）首相を更迭。8日に大統領側近のモハメド・ディオンヌ（英語版）が新首相に就任。
- 7日・8日 -  バハマのアーサー・フォルケス総督が退任。故リンデン・ピンドリング（英語版）初代首相の夫人マルグリット・ピンドリング（英語版）（旧姓マッケンジー）が第9代総督に就任。
- 9日 - インドネシア大統領選挙が行なわれ[85]、ジョコ・ウィドドジャカルタ州知事が当選[86]。
- 13日 - 滋賀県知事選挙で元衆院議員の三日月大造が当選。
- 13日 - スロベニア国民議会選挙が行なわれ、新党のミロ・ツェラル党（中道左派）が第1党となった。
- 14日 - 朴槿恵大統領の与党であるセヌリ党の全党大会で、党非主流派の金武星が新たな党代表に選出[87]。
- 16日 - 青森県平川市長選での公職選挙法違反容疑で市会議員6人が逮捕され、逮捕者は15人（議会定数20人）となった（平川市長選公職選挙法違反事件）[88]。
- 17日 - オーストラリア上院で、炭素税の廃止法案が可決。
- 20日 - 福岡県川崎町の水路橋の工事を巡って、指名競争入札で業者の情報を漏らしたとして、官製談合の疑いで町長を逮捕[89]。
- 24日 - イラク国民議会は、フアード・マアスームを新大統領に選出。
- 24日 - ウクライナのアルセニー・ヤツェニュク首相が辞任を表明。31日にウクライナ議会は辞任を承認せず。
- 24日 - イスラエルでレウヴェン・リヴリン前国会議長が大統領に就任。
- 24日 - ルワンダのポール・カガメ大統領がピエール・ハブムレミィ（英語版）首相を更迭。アナスタセ・ムレケジ（英語版）公共サービス・労働相が新首相に就任。
- 30日 - 米国下院本会議は、オバマ大統領が大統領令の多用を問う違憲性訴訟提起の決議案を可決した[90]。
- 30日 - 韓国国会再補欠選挙。選挙が行われた15選挙区中11選挙区で与党・セヌリ党が勝利、最大野党である新政治民主連合は4選挙区での勝利に留まる[91]。翌31日、新政治民主連合の共同代表である金ハンギルと安哲秀が選挙惨敗の責任を採って辞意を表明[92]。
- 31日 - 日本維新の会が、総務相に「解党届」を提出。正式に解党した[93]。
- 31日 - タイのプミポン国王は、軍事政権・国家平和秩序評議会が指名した議員200人を承認、立法議会が発足[94]。

### 8月
- 1日 - 前日に解党した元・日本維新の会の「石原グループ」が「次世代の党」、「橋下グループ」が「日本維新の会」をそれぞれ結党し設立届を提出。なお日本維新の会は、9月ごろを目途に結いの党と合同で新党を結成する予定のため、暫定的な政党となる[95][96][97]。
- 6日 - ブルガリア議会解散。
- 8日 -  アメリカ合衆国軍がイラク北部のクルド人自治区中心都市アルビールで空爆を実施。
- 10日 - トルコ大統領選挙（直接選挙としては初）が行なわれ、レジェップ・タイイップ・エルドアン首相が当選。
- 10日 - 長野県知事選挙で阿部守一知事が再選。
- 11日 - イラクの  フアード・マアスーム大統領が、ハイダル・アル＝アバーディ連邦議会副議長を新首相に任命。マリキ首相は14日に退陣を表明。
- 13日・14日 - アンティグア・バーブーダのルイーズ・レイク＝タック総督が退任し、アンティグア労働党のロドニー・ウィリアムズ が第4代総督に就任。
- 21日 - タイの国民立法議会は、プラユット・チャンオチャ陸軍司令官を暫定首相に選出[98]。
- 25日 - フランスのマニュエル・ヴァルス首相が閣内不一致のため内閣総辞職を申し出て、オランド大統領は新内閣の組閣を命じた。
- 25日 - ウクライナのペトロ・ポロシェンコ大統領が最高会議の解散を発表。
- 28日 - トルコでレジェップ・タイイップ・エルドアン首相が大統領に就任し、アフメト・ダウトオール外相が首相に就任。
- 30日 - 欧州連合理事会で、ポーランドのドナルド・トゥスク首相が次期欧州理事会議長（EU大統領）、イタリアのフェデリカ・モゲリーニ外相が欧州連合外務・安全保障政策上級代表（EU外相）に選出された。
- 30日 - レソトの国軍がクーデターと疑われる動きを見せたため、トム・タバネ（英語版）首相が南アフリカ共和国に逃亡（9月3日に帰国）。
- 31日 - 香川県知事選挙は、現職の浜田恵造が再選。

### 9月
- 2日 - バヌアツのイオル・アビル（英語版）大統領が5年間の任期を満了し退任。次期大統領が選出されるまでフィリップ・ボエドロ（フランス語版）国会議長が大統領を代行。
- 3日 - 安倍晋三首相が、第2次安倍内閣の内閣改造と自民党役員人事を断行[99][100][101][102][103]。これにより、第2次安倍改造内閣が発足[104][105][106][107]。
- 4日 - 臨時閣議で第2次安倍改造内閣の副大臣・大臣政務官人事を決定[108]。
- 8日 - イラク議会は、ハイダル・アル＝アバーディ首相を承認。
- 11日 - みんなの党衆院議員の大熊利昭が、離党届を提出。今後、日本維新の会と結いの党が合流する新党「維新の党」に合流する予定[109][110]。
- 12日 - 党所属参議院議員による特別総会にて、参議院選挙制度改革の意見対立から溝手顕正自民党参議院議員会長に会長辞任を求めていた脇雅史参議院幹事長が、逆に参院幹事長から更迭された[111]。
- 14日 -  スウェーデン総選挙が行なわれ、社民党と左翼党、緑の党の野党左派陣営が158議席（定数349）を獲得。15日、フレドリック・ラインフェルト首相が辞任[112]
- 14日 - ロシア統一地方選挙。
- 16日 - 民主党の両院議員総会で党役員人事を正式決定[113][114]。
- 16日 - 次世代の党が、結党大会を開催[115]。
- 16日 - フランス国民議会（下院）で内閣の信任投票が行なわれ、賛成269反対244でヴァルス内閣は信任された[116]。
- 16日 - 第69回国連総会（英語版）開幕
- 17日 - フィジー議会選挙。
- 18日 - スコットランドで独立の是非を問う住民投票が行われ、独立は否決された（詳細）。
- 18日 - スロベニア議会はミロ・ツェラル内閣の信任案を可決。
- 18日 - ウガンダのヨウェリ・ムセベニ大統領がアママ・ムババジ（英語版）首相を更迭。ルハカナ・ルグンダ（英語版）保健相が新首相に就任。
- 19日 - スペインのカタルーニャ州議会で独立の賛否を問う住民投票関連法案が可決（詳細）。29日に最高裁が住民投票中止命令。
- 20日 - ニュージーランド議会選挙が行われ、与党国民党が61議席(定数120)を獲得[117]。
- 21日 - 日本維新の会と結いの党が合流した、新党「維新の党」が党大会を開催。共同代表に、旧維新の橋下徹代表と旧結いの江田憲司代表が選出されたほか、党役員人事を実施[118]。また、みんなの党に離党届を出した大熊利昭衆院議員が合流した[119]。
- 21日 - 公明党が党大会を開催。山口那津男代表の4選の承認と党役員人事を実施[120]。
- 21日 - アフガニスタンの選挙委員会は、混乱が続いていた大統領選挙でガニ元財務相の選出を発表[121]。29日に大統領就任。
- 22日 - ポーランドのドナルド・トゥスク首相が辞任。エヴァ・コパチ下院議長が新首相に就任。
- 22日 - バヌアツの第8代大統領にトルバ州事務総長のボールドウィン・ロンズデールが就任。
- 25日 - 北朝鮮の最高人民会議第13期第2回会議。国防委員会副委員長に黄炳瑞朝鮮人民軍総政治局長。
- 25日 - アブハジアの大統領に元・副大統領のラウル・ハジンバが就任。
- 26日 - インドネシア国会は、首長の直接選挙制度を廃止し、地方議会が選ぶ首長を選出する地方選挙法改正法案を可決[122]。
- 28日 -  フランス上院選挙[123]
- 29日 - 第187回国会（臨時会）開会[124]。
- 30日 - 韓国国会は、「日本政府の河野談話検証結果発表糾弾決議案」を採択した[125]。

### 10月
- 2日 - スウェーデン議会は、社会民主労働党ステファン・ロベーン党首の首相就任を承認[126]。
- 4日 - ラトビア議会選挙。
- 5日 - ブラジル大統領選挙が行われたものの、過半数とならず、現職のジルマ・ルセフ大統領（労働者党 （PT）とアエシオ・ネベス社会民主党（PSDB）党首が26日の決選投票に進出。
- 5日 - ブルガリア国民議会選挙。
- 5日 - 金沢市長選挙が行われ、無所属前職の山野之義が再選[127]。ただし辞職した前職が再選したため、公職選挙法の規定で1期目の残り任期の12月9日までとなるため、11月にも市長選挙が実施される予定[128]。
- 11日 - ギリシャ議会は信任投票でサマラス内閣を信任。
- 11日 - ベルギーでシャルル・ミシェル改革運動党首が新首相に就任、新政権が発足[129]。
- 12日 - ボリビア大統領選挙で現職のエボ・モラレス大統領が3選。
- 12日 - ボスニア・ヘルツェゴビナ議員選挙、評議員選挙。
- 16日 - 国連総会で、安全保障理事会の非常任理事国の入替え選挙が行われ、スペイン、ニュージーランド、マレーシア、アンゴラ、ベネズエラが選出された。
- 20日 - 経済産業大臣の小渕優子と、法務大臣の松島みどりがそれぞれ辞任[130][131][132][133]。
- 20日 -  インドネシアでジョコ・ウィドド新大統領が就任。
- 21日 - 前日辞任した経済産業大臣・小渕優子の後任に参議院議員宮澤洋一、法務大臣・松島みどりの後任に元少子化担当大臣上川陽子が就任。
- 20日-23日 - 中国共産党第18期中央委員会第四回全体会議（四中全会）
- 26日 - 福島県知事選挙で、内堀雅雄が初当選[134]。
- 26日 - 大統領選挙決選投票で、現職のジルマ・ルセフ大統領（労働者党；PT）がアエシオ・ネベス（社会民主党；PSDB）党首を破り再選。
- 26日 - ウクライナ最高議会選挙において親欧州派が親ロシア派に勝利[135]。
- 28日 - ザンビアのマイケル・サタ大統領が死去。ガイ・スコット（英語版）副大統領が暫定大統領に就任。
- 31日 - ブルキナファソのブレーズ・コンパオレ大統領が反政府運動により辞任。

### 11月
- 1日 - 欧州連合外務・安全保障政策上級代表（EU外相）にイタリアのフェデリカ・モゲリーニ前・外相が就任。
- 4日 -  アメリカ合衆国中間選挙で共和党がアメリカ上・下両院で多数派に。
- 9日 - 新潟市長選挙で、篠田昭が4選[136][137]。
- 11日 - 民主党の後藤斎衆院議員が、来年1月に実施される山梨県知事選挙出馬のため衆院議員を辞職し、民主党を離党[138]。
- 16日 - 沖縄県知事選挙で、翁長雄志が現職の仲井眞弘多知事を抑え初当選[139][140]。
- 16日 - 愛媛県知事選挙で、中村時広が再選[141]。
- 16日 - 福岡市長選挙で、高島宗一郎が再選[142]。
- 16日 - 熊本市長選挙で、大西一史が初当選[143]。
- 16日 - 那覇市長選挙で、城間幹子が初当選[144]。
- 18日 - 安倍晋三首相が、2015年10月の消費税増税を2017年4月への先送りと、衆院を21日に解散する事を表明[145]。
- 19日 - みんなの党の解党が決定。決定を受け28日に正式に解党し、衆議院選挙・公示日の12月2日に同党の解散を総務相に届け出た[146][147]。
- 20日 - みんなの党の山内康一（国対委員長）・中島克仁 両衆院議員が、衆議院選挙出馬に合わせ離党届を提出。ともに民主党に入党[148][149]。
- 21日 - 衆議院解散[150]。
- 21日 - みんなの党の柏倉祐司・杉本和巳 両前衆院議員が、衆議院選挙出馬に合わせ離党届を提出。柏倉は民主党に入党し、杉本は無所属となった[151][152]。
- 21日 - 生活の党・前衆院議員の、鈴木克昌幹事長・小宮山泰子国対委員長が、衆議院選挙出馬に合わせ離党届を提出。ともに民主党に入党[153][149]。
- 21日 - 無所属の浜田和幸参院議員が、次世代の党に入党[154][155]。
- 21日 - 自民党の佐藤ゆかり参院議員が、衆議院選挙出馬のため議員辞職[156]。これにより、12月4日付で阿達雅志が繰り上げ当選した[157][158]。
- 23日 - 金沢市長選挙が告示され、無投票で無所属現職の山野之義が3選[159][160]。
- 24日 米国のオバマ大統領がチャック・ヘーゲル国防長官の辞任を発表[161]。
- 25日 - 佐賀県知事の古川康が辞職[162]。
- 26日 - 太陽の党代表の西村眞悟前衆院議員が離党届を提出し、次世代の党に入党[163][164]。
- 28日 - みんなの党が解党[165]。
- 日にち不明 - 日本未来の党代表の阿部知子前衆院議員が、民主党に入党[164]。
- 日にち不明 - 新党大地の鈴木貴子前衆院議員が、民主党に入党[164]。
- 29日 - 旧みんなの党の松沢成文・和田政宗 両参院議員が、解党後の29日に次世代の党に入党[166]。
- 29日 - 中華民国（台湾）統一地方選挙で与党・国民党が惨敗（詳細）。
- 30日 - 和歌山県知事選挙で仁坂吉伸が3選。

### 12月
- 2日 - 第47回衆議院議員総選挙が公示され、定数475に対して、1,191名が立候補した[167]。
- 3日 - 台湾の馬英九総統が、統一地方選挙で与党・国民党が惨敗した責任を取り、兼任している党主席を辞任[168]。
- 14日 - 第47回衆議院議員総選挙の投開票が行われ自民・公明両党が計326議席を獲得し勝利。一方野党は民主党は73議席を獲得するも代表である海江田万里が小選挙区で敗れ、比例復活もかなわず落選[169][170]。日本共産党は、小選挙区では18年ぶりに議席を獲得、比例代表でも20議席を獲得し、計21議席と躍進した。社会民主党は公示前の2議席を維持。維新の党は公示前の42から41（1人は不出馬）とほぼ変わらず、次世代の党は19から2、生活の党も5から2にそれぞれ減らした。
- 14日 - 茨城県議会議員選挙[171]
- 15日 - 民主党の海江田万里代表が衆院選で落選したことを受け、党代表を辞任すると表明[172]。
- 16日 - 維新の党の小沢鋭仁国会議員団幹事長が、衆院選で比例近畿ブロック・単独1位で優遇されたことに対する、党内の反発に配慮する形で、同職の辞任を表明[173]。
- 18日 - みんなの党解党後も、無所属のまま会派「みんなの党」で活動していた参議院議員10名の内、6名が参議院事務局に新会派「日本を元気にする会」の設立と会派移動を届け出た。同日、残った4名は会派名を無所属クラブに変更した[174]。
- 19日 - 次世代の党が、アントニオ猪木参院議員が、離党届を提出していたことを発表した[175]。
- 21日 - 宮崎県知事選挙で、河野俊嗣が再選[176][177]。
- 21日 - ルーマニアでクラウス・ヨハニスが第5代大統領に就任。
- 23日 - 維新の党の橋下徹共同代表、松井一郎幹事長が、「大阪都構想の実現に専心する」として辞任。ともに統一地方選後に復帰すると見られている。江田憲司共同代表は「代表」、松野頼久代表代行は「幹事長」に即日就いた。なお、橋下は「最高顧問」、松井は「顧問」として役員に留まった[178][179][180]。
- 24日 - 第188回国会（特別国会）召集。第2次安倍改造内閣総辞職の後に、衆院議長に町村信孝、副議長に川端達夫を選出後、首相指名選挙で安倍晋三を第97代内閣総理大臣に選出[181][182]。その後、組閣し第3次安倍内閣が発足[183]。
- 25日 - 自民党の派閥「清和政策研究会」が、町村信孝会長の辞任と細田博之会長代行の会長就任に伴って、町村派から「細田派」に変更[184]。
- 25日 - 次世代の党が党役員人事を実施し、いずれも衆院選で落選した山田宏幹事長の後任に松沢成文、桜内文城政調会長の後任に和田政宗、中田宏国対委員長の後任に中野正志各参院議員がそれぞれ就任[185]。
- 26日 - 第188回国会が閉会。
- 26日 - 無所属の山本太郎参院議員が、生活の党に合流し、同時に党名を「生活の党と山本太郎となかまたち」に変更[186]。
- 30日 - トンガの国会で平民議員のアキリシ・ポヒヴァ（英語版）が新首相に選出された。前首相で貴族のシアレアタオンゴ・トゥイヴァカノ（英語版）は国会議長に指名された。[187]

## 死去
- 1月1日 - 山下徳夫 : 元自民党衆院議員・元厚相・元官房長官・元総務庁長官・元運輸相（1919年） [188]
- 1月8日 - 勝又武一 : 元社会党参院議員（1924年） [189]
- 1月11日 - アリエル・シャロン : イスラエル元首相（1928年） [190]
- 1月11日 - 蔡同栄 : 中華民国元立法委員、元民主進歩党主席(代理)（1935年）[191]
- 1月12日 - 田中恒利 : 元社会党衆院議員（1925年）[192]
- 1月20日 - 石渡清元 : 元自民党参院議員（1940年）[193]
- 2月17日 - 下稲葉耕吉 : 元自民党参院議員、元警視総監、元法相（1926年）[194]
- 2月22日 - 三枝三郎 : 自民党衆院議員（1913年）[195]
- 2月23日 - 志村豊志郎 : 東京都練馬区長（1932年）[196]
- 3月9日 - メルバ・エルナンデス : キューバ共産党中央委員会委員（* 1921年）[197]
- 3月9日 - ムハンマド・ファヒーム : アフガニスタン・イスラム共和国第一副大統領（* 1957年）[198]
- 3月11日 - 森下元晴 : 元自民党衆院議員、元厚相（1922年）[199]
- 3月12日 - 細谷昭雄 : 元社会党衆院議員・元参院議員（1927年）[200]
- 3月13日 - アフマド・テジャン・カバー : シエラレオネ共和国第7・9代大統領（1932年）[201]
- 3月15日 - 山本繁太郎 : 前山口県知事（1948年）[202]
- 3月15日 - 藤巻幸夫 : 結いの党参院議員（1960年）[203]
- 3月23日 - アドルフォ・スアレス : スペイン元首相（1932年） [204]
- 3月27日 - ジェームズ・R・シュレシンジャー : アメリカ元国防長官（1929年）[205]
- 4月10日 - 星野行男 : 元自民党・新生党・新進党衆院議員、元新潟県小千谷市長（1932年）[206]
- 4月10日 - ジム・フレアティ : カナダ元財務大臣（1949年）[207]
- 4月15日 - 近藤英一郎 : 元自民党参院議員、元群馬県大間々町長（1913年）[208]
- 4月21日 - ウィン・ティン : ミャンマー最大野党「国民民主連盟 (NLD)」共同創設者（1930年）[209]
- 4月24日 - 加賀谷健 : 民主党前参院議員（1943年）[210]
- 4月25日 - 大松明則 : 元民社党執行委員、富士社会教育センター理事長（1940年）[211]
- 4月28日 - 大浜方栄 : 元自民党参院議員（1927年）
- 5月9日 - 西口勇、元和歌山県知事（1926年）[212]
- 5月9日 - 西田司 : 元自民党衆院議員、元自治相（1928年）
- 5月15日 - ジャン＝リュック・デハーネ : ベルギー元首相（1940年）[213]
- 5月17日 - ドゥアンチャイ・ピチット : ラオス国防大臣兼副首相（* 1946年）[214]
- 5月18日 - ドブリツァ・チョシッチ : ユーゴスラビア初代大統領（1921年）[215]
- 5月25日 - ヴォイチェフ・ヤルゼルスキ : ポーランド元首相、元大統領（1923年）[216]
- 5月25日 - 大久保直彦 : 元公明党衆院議員、参院議員、書記長、国対委員長（1936年）[217]
- 6月3日 - 丸谷金保 : 元社会党参院議員、元北海道中川郡池田町長（1919年）[218]
- 6月21日 - 石川要三 : 元自民党衆院議員、元防衛庁長官、元東京都青梅市長（1925年）[219]
- 6月26日 -ハワード・H・ベーカー・ジュニア : 元駐日アメリカ大使、元上院議員（1925年）[220]
- 6月27日 - レスリー・マニガ : ハイチ元ハイチ大統領（1930年）[221]
- 7月5日 - 岩本政光、元自民党参院議員（1929年）[222]
- 7月7日 - エドゥアルド・シェワルナゼ : ソ連元外相、グルジア元大統領（1928年）[223]
- 7月7日 - 全秉浩 : 北朝鮮元国防委員会委員（1926年）[224]
- 8月7日 - 東中光雄 : 元共産党衆院議員（1924年）[225]
- 8月13日 - エドゥアルド・カンポス : ブラジル大統領選挙候補者（1965年）[226]
- 8月18日 - 関山信之 : 元社会党衆院議員（1934年）[227]
- 8月21日 - アルバート・レイノルズ(en:Albert Reynolds) : アイルランド元首相（1933年）[228]
- 9月7日 - 山口淑子 : 元自民党参院議員（1920年）[229]
- 9月12日 - イアン・ペイズリー : 前北アイルランド自治政府首相（1926年）[230]
- 9月16日 - 野別隆俊 : 元社会党参院議員（1927年）[231]
- 9月19日 - 松井道夫 : 元参院議員（1906年）[232][233]
- 9月20日 - 土井たか子 : 元社民党衆院議員、元衆院議長、元社会党委員長、元社民党党首（1928年）[234][235]
- 10月4日 - ジャン＝クロード・デュヴァリエ : ハイチ元大統領（1951年）[236]
- 10月6日 - 横川正市 : 元社会党参院議員（1915年）[237]
- 10月11日 - 岡田利春 : 元社会党衆院議員、元社会党副委員長（1925年）[238]
- 10月15日 - 小沢潔 : 元自民党衆院議員、元北海道開発庁長官、元沖縄開発庁長官、元国土庁長官（1927年）[239]
- 10月21日 - ゴフ・ホイットラム : オーストラリア元首相（1916年）[240]
- 10月21日 - 楢崎泰昌 : 元自民党参院議員（1928年）[241]
- 10月28日 - マイケル・サタ : ザンビア大統領（1937年）[242]
- 10月31日 - 本島等 : 元長崎市長（1922年）[243]
- 11月1日 - 田村元 : 元自民党衆院議員、元衆院議長、元労相、元運輸相、元通商産業相、元自民党国対委員長（1924年）[244]
- 11月4日 - 斎藤実 : 元公明党衆院議員（1923年）[245]
- 11月13日 - 貝原俊民 : 前兵庫県知事（1933年）[246]
- 11月25日 - 國弘正雄 : 元社会党参院議員（1930年）[247]
- 11月27日 - 江口一雄 : 元自民党衆院議員（1937年）[248]
- 11月30日 - 伏屋修治 : 元公明党衆院議員（1930年）[249]
- 12月15日 - 山中末治 : 元社会党衆院議員（1925年）[250]
- 12月18日 - 大川清幸 : 元公明党参院議員（1925年）[251]
- 12月31日 - 第8代ウェリントン公爵アーサー・ウェルズリー : イギリス元貴族院議員（1915年）[252]